# Tandakoye
Tandakoye est une commune située dans le département de Seytenga, dans la province du Séno, région du Sahel, au Burkina Faso.